# Traubenhyazinthen
Die Traubenhyazinthen (Muscari) sind eine Pflanzengattung in der Familie der Spargelgewächse (Asparagaceae). Mitunter werden sie auch als Perlhyazinthen bezeichnet, in Teilen Süddeutschlands auch als Bauernbübchen. Dagegen ist in Teilen Mitteldeutschlands der Name Bergmännchen für die Pflanze gebräuchlich. Neben den botanischen Arten gibt es auch einige Hybriden. Heimatgebiete der Arten liegen in Europa (im deutschsprachigen Raum vor allem die Weinbergs-Traubenhyazinthe und die Kleine Traubenhyazinthe), in Nordafrika und Südwestasien.

## Beschreibung

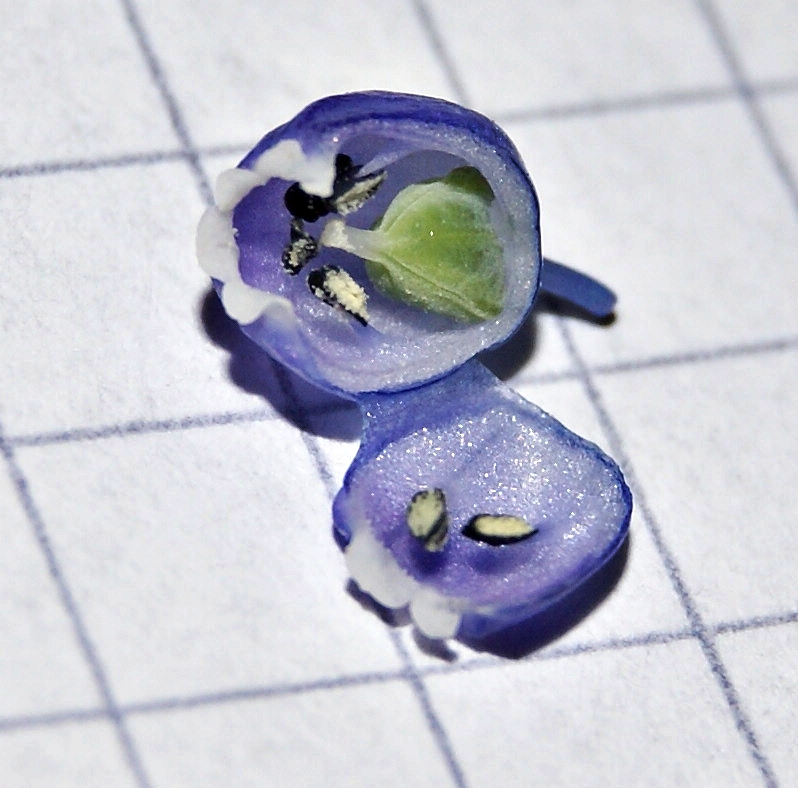
Detail einer künstlich geöffneten Blüte von Muscari botryoides

Traubenhyazinthen sind ausdauernde krautige Pflanzen. Diese Geophyten bilden eiförmige Zwiebeln mit einer braunen Umhüllung („Tunika“) als Überdauerungsorgane aus. Nur grundständig stehen (ein bis) meist zwei bis sieben parallelnervige, fleischige Laubblätter.
Auf einem Blütenstandsschaft stehen in einer endständigen Traube viele Blüten zusammen. In jedem Blütenstand sind die oberen Blüten kleiner, anders gefärbt und steril. Die duftenden, zwittrigen Blüten sind dreizählig. Die sechs gleichgeformten Blütenhüllblätter sind röhrig oder urnenförmig verwachsen, sie sind immer kürzer als 2,5 cm und meist blau. Es sind zwei Kreise mit je drei Staubblättern vorhanden; die Staubbeutel sind dunkelblau. Die drei Fruchtblätter sind zu einem grünen, oberständigen Fruchtknoten verwachsen, mit einem Griffel und drei Narben.
Die Kapselfrucht ist dreigeflügelt und enthält sechs schwarze, kugelige Samen.

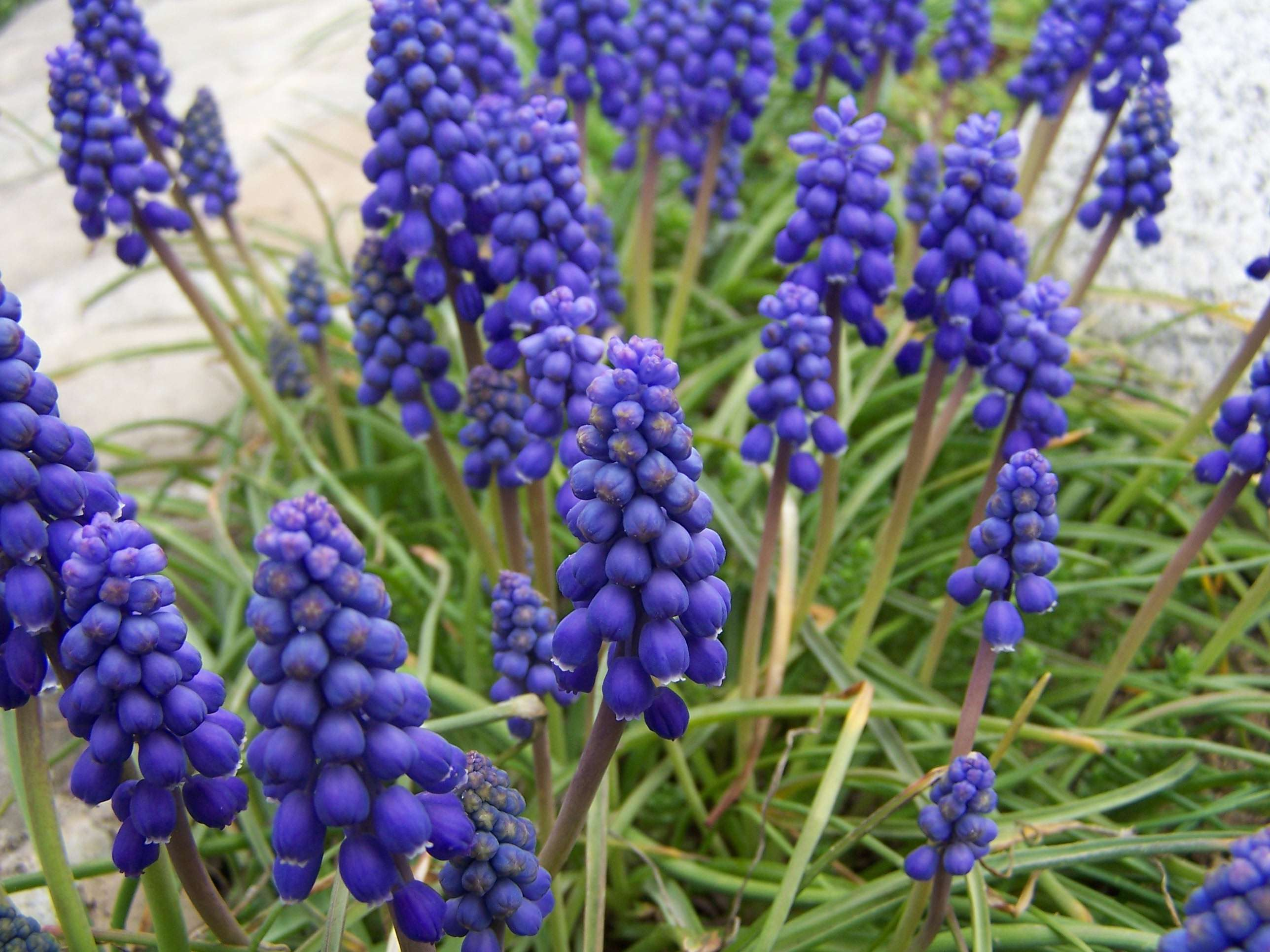
Armenische Traubenhyazinthe (Muscari armeniacum)

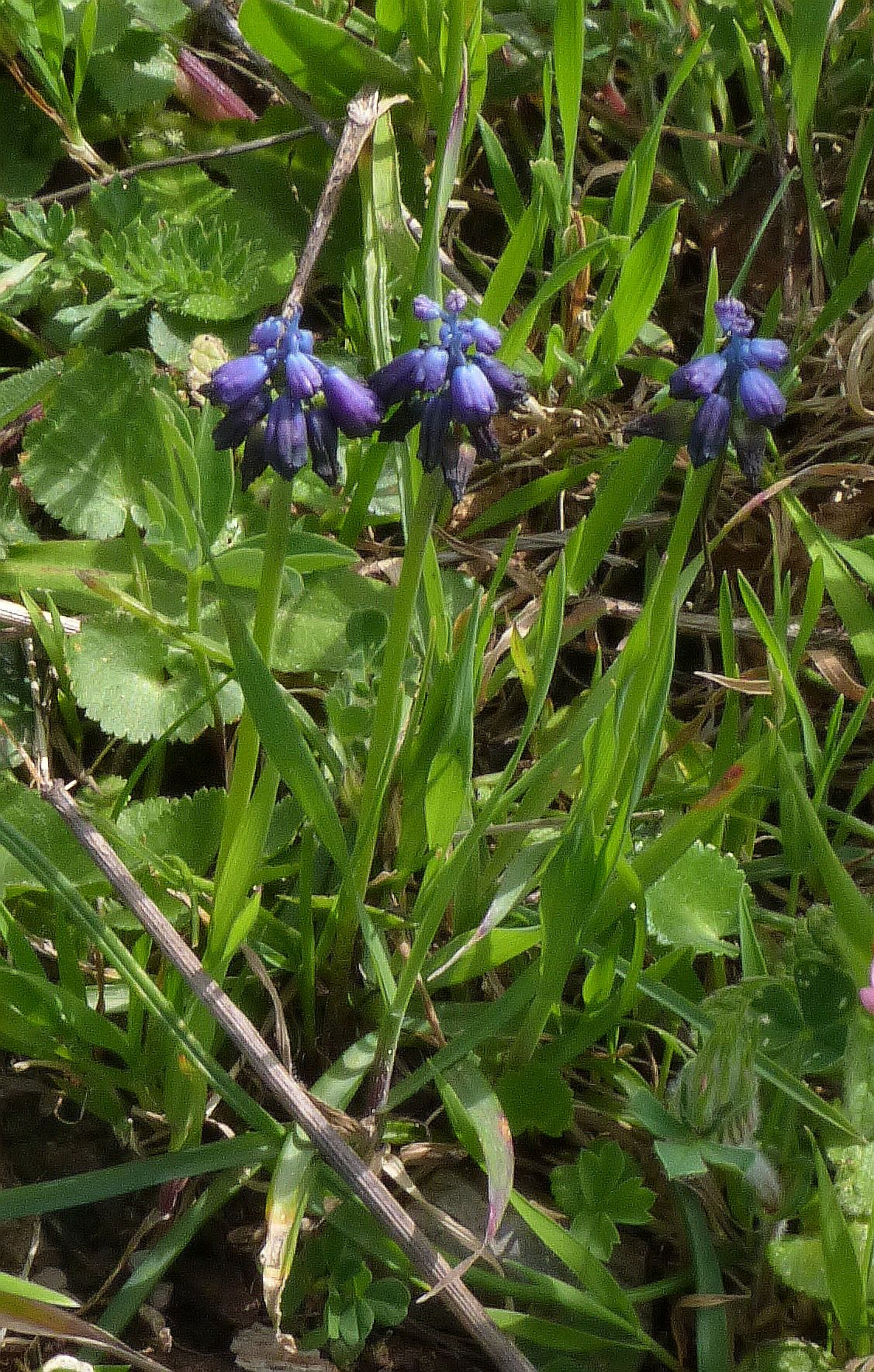
Muscari commutatum

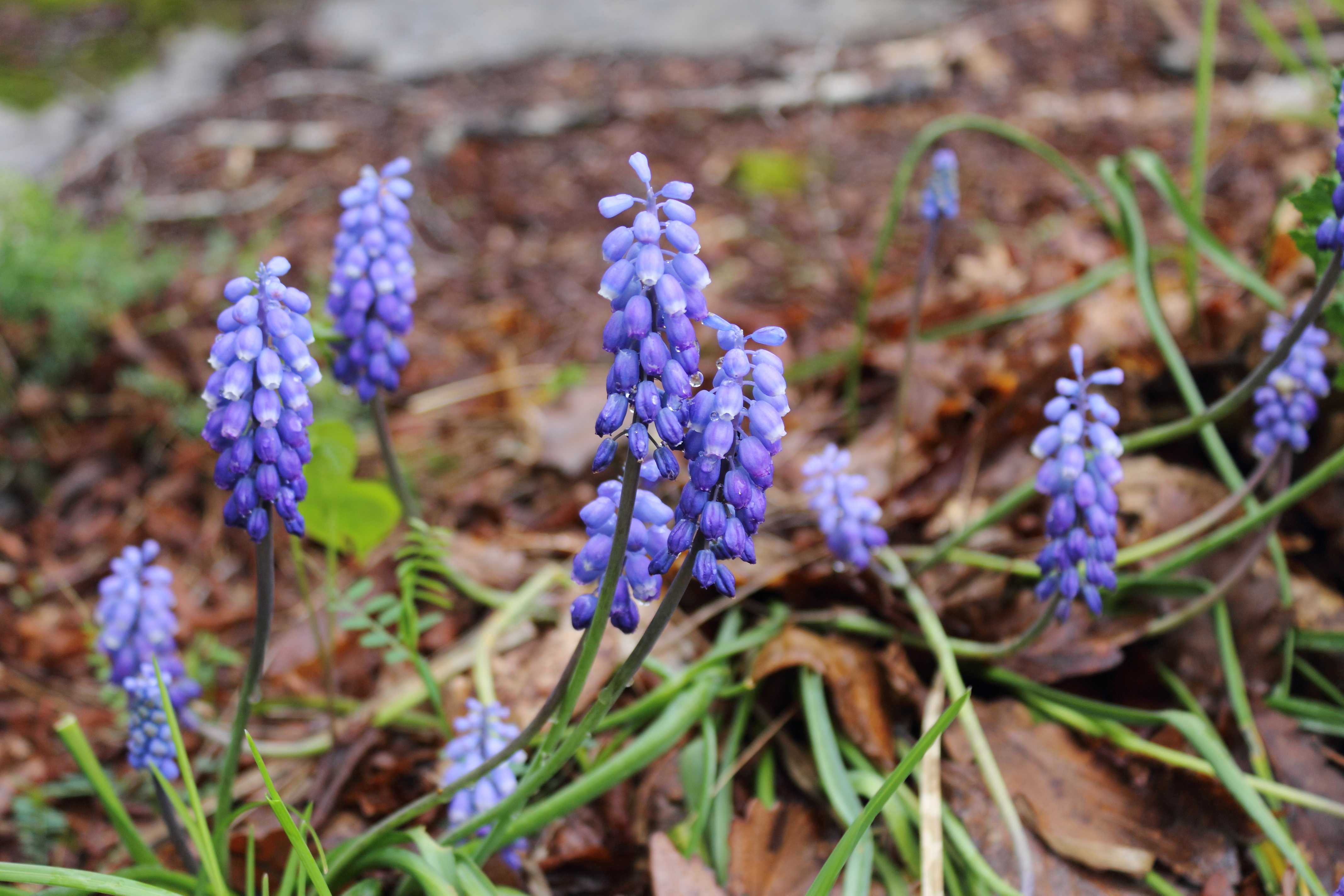
Muscari dolichanthum

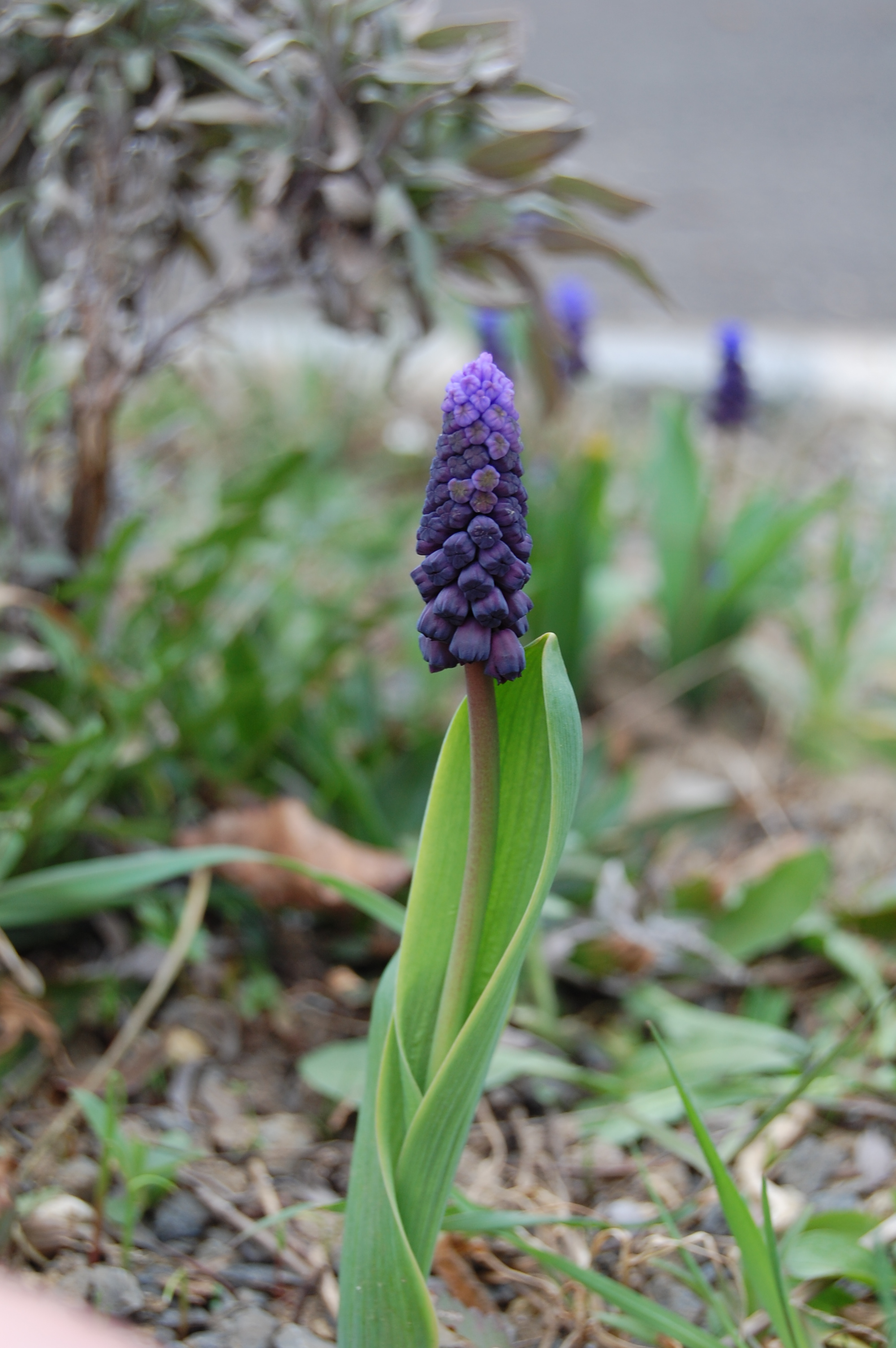
Breitblättrige Traubenhyazinthe (Muscari latifolium)

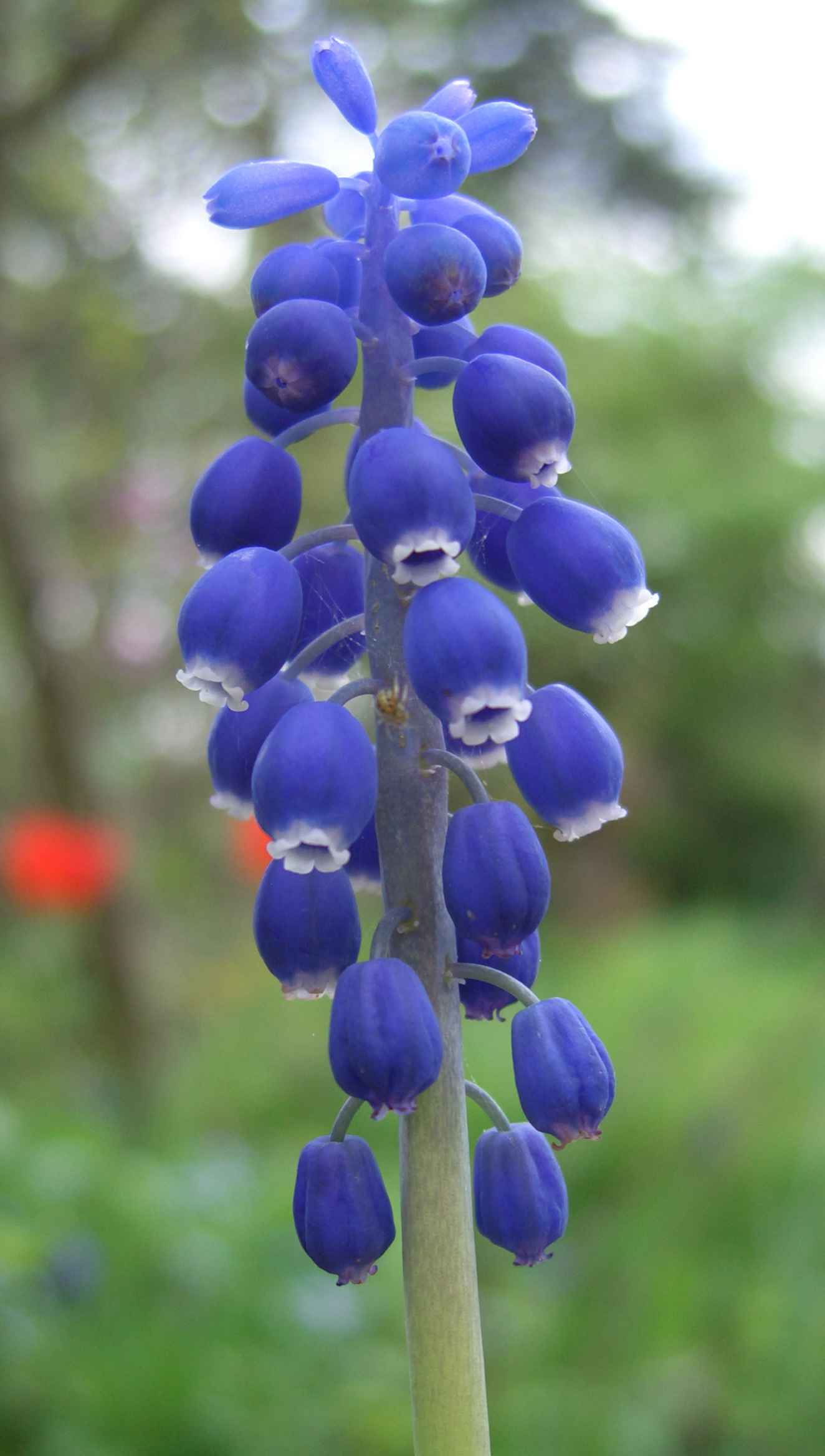
Weinbergs-Traubenhyazinthe (Muscari neglectum)

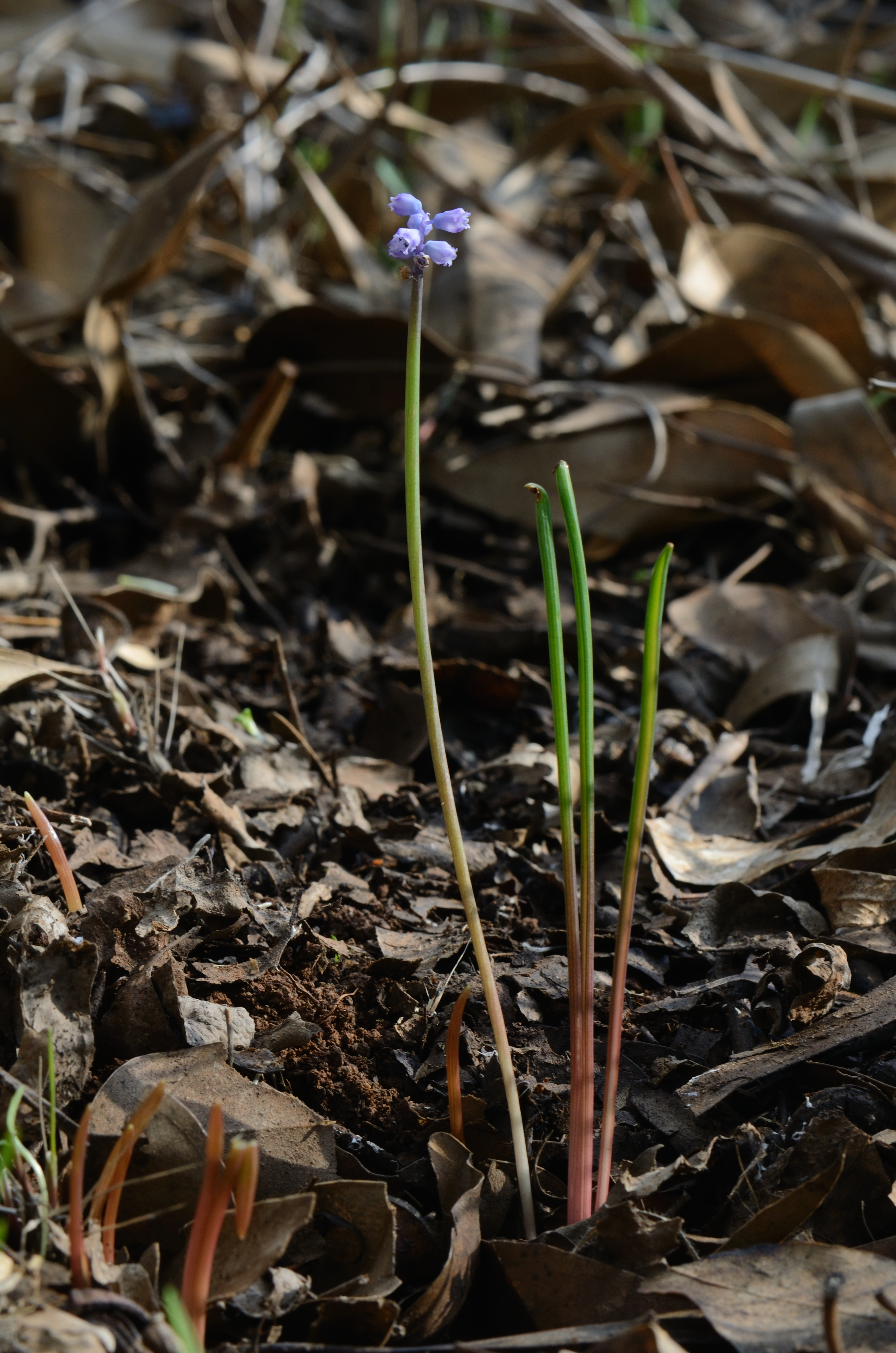
Muscari parviflorum

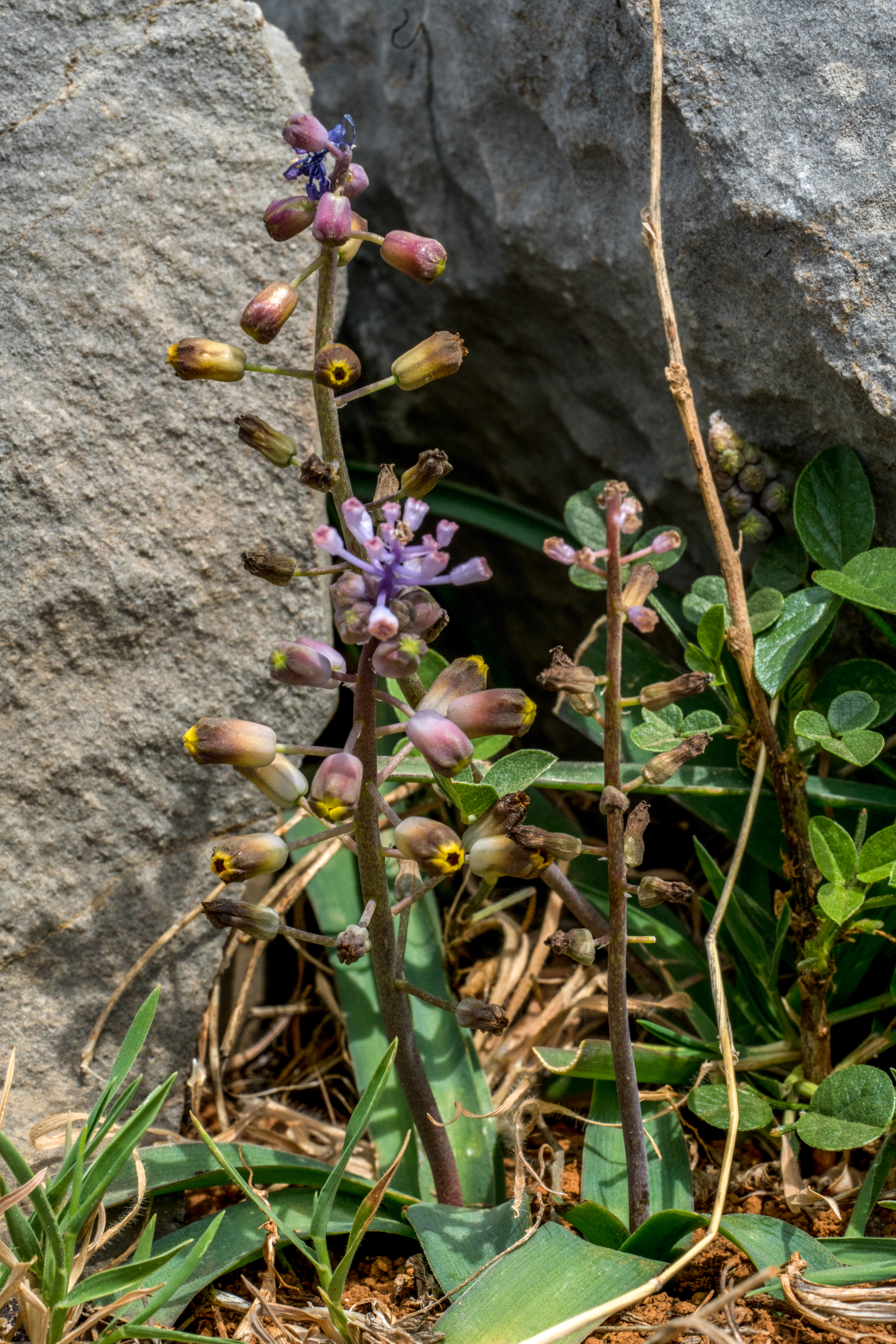
Muscari spreitzenhoferi

## Systematik
Die Gattung Muscari wurde 1754 von Philip Miller aufgestellt. Sie wird in vier Untergattungen unterteilt, die auch als eigene Gattungen behandelt werden:
- Muscari subgen. Leopoldia (Parl.) Peterm. (Synonym: Leopoldia Parl.); Typusart ist Muscari comosum (L.) Miller. Hierher gehören außerdem beispielsweise Muscari bicolor, Muscari caucasicum, Muscari cycladicum, Muscari eburneum, Muscari gussonei, Muscari longipes, Muscari spreitzenhoferi, Muscari tenuiflorum und Muscari weissii.
- Muscari subgen. Moscharia (Baker) Chouard; Typusart ist Muscari muscarimi Medikus.
- Muscari subgen. Muscari; Typusart ist Muscari botryoides (L.) Miller.
- Muscari subgen. Pseudomuscari Stuart (Syn. Pseudomuscari Garbari & Greuter); Typusart ist Muscari pallens (M.Bieb.) Fisch. Hierher gehören außerdem Muscari azureum, Muscari coeleste, Muscari forniculatum, Muscari inconstrictum und Muscari pseudomuscari.

Es gibt etwa 50 Muscari-Arten:
- Muscari adilii M.B. Güner & H. Duman: Die Heimat ist das Gebiet um Ankara in der Türkei.[6]
- Muscari albiflorum (Täckh. & Boulos) Hosni: Sie kommt nur im nördlichen Ägypten vor.[6]
- Muscari alpanicum Schchian: Sie kommt in Transkaukasien vor.[6]
- Muscari anatolicum Cowley & Özhatay: Sie kommt nur in der Türkei vor.[6]
- Armenische Traubenhyazinthe (Muscari armeniacum H.J.Veitch; Syn.: Muscari apertum Freyn & Conrath, Muscari sosnovskyi Schchian, Muscari szovitsianum Baker[6]), Heimat: Südosteuropa, Vorderasien.
- Muscari artvinense Demirci & E.Kaya: Sie kommt in der Türkei vor.[6]
- Muscari atillae Yildirim: Die 2015 erstbeschriebene Art kommt in der Türkei vor.[6]
- Muscari atlanticum Boiss. & Reut.: Sie kommt nur in Marokko und im südlichen und östlichen Spanien vor.[6]
- Aucher-Traubenhyazinthe (Muscari aucheri (Boiss.) Baker; Syn.: Muscari lingulatum Baker, Muscari sintenisii Freyn, Muscari tubergenianum Hoog ex Turrill): Die Heimat ist die Nordtürkei.[6]
- Muscari babachii Eker & Koyuncu: Sie kommt nur in der Türkei in der Provinz Hatay vor.[7]
- Muscari baeticum Blanca, Ruíz Rejón & Suár.-Sant.: Sie kommt in Spanien vor.[6]
- Muscari bicolor Boiss. (Syn.: Leopoldia bicolor (Boiss.) Eig & Feinbrun): Sie kommt im Libanon, in Palästina, Ägypten und auf der Sinaihalbinsel vor.[6]
- Kleine Traubenhyazinthe (Muscari botryoides (L.) Mill.; Syn.: Muscari motelayi Foucaud, Muscari carpaticum Racib., Muscari longifolium Rigo, Muscari pocuticum Zapal.): Die Heimat ist Mittel- bis Südosteuropa.
- Muscari bourgaei Baker: Sie kommt nur in der südlichen und westlichen Türkei vor.[6]
- Muscari caucasicum (Griseb.) Baker (Syn. Bellevalia caucasica Griseb., Leopoldia caucasica (Griseb.) Losinsk.): Sie kommt in der Türkei, im Irak und im Iran vor.[6]
- Muscari cazorlanum C.Soriano & al.: Sie ist ein Endemit der Sierra de Cazorla in Spanien.[6]
- Verwechselte Traubenhyazinthe (Muscari commutatum Guss.; Syn.: Botryanthus commutatus (Guss.) Kunth): Sie kommt in Südosteuropa bis in die Ägäis vor.[6]
- Schopfige Traubenhyazinthe (Muscari comosum (L.) Mill.; Syn.: Leopoldia comosa (L.) Parl.), Heimat: Europa, Vorderasien, Nordafrika.
- Muscari cycladicum P.H.Davis & D.C.Stuart: Die Heimat sind die Kykladen.[6]
- Muscari dionysicum Rech.f. (Syn.: Leopoldia dionysica (Rech.f.) Greuter): Sie kommt nur auf Kleininseln in den Kykladen und um Kreta vor.[8]
- Muscari discolor Boiss. & Hausskn.: Sie ist in der östlichen Türkei beheimatet.[6]
- Muscari dolichanthum Woronow & Tron: Sie kommt nur in Transkaukasien vor.[6]
- Muscari eburneum (Eig & Feinbrun) D.C. Stuart (Syn.: Leopoldia eburnea Eig & Feinbrun): Sie kommt in Ägypten, auf der Sinaihalbinsel und in Palästina vor.[6]
- Muscari elmasii Yildirim: Die 2016 erstbeschriebene Art kommt in der Türkei vor.[6]
- Muscari erdalii Özhatay & Demirci: Sie wurde 2013 erstbeschrieben und kommt nur in der Türkei vor.
- Muscari fertile Ravenna: Sie kommt nur in Israel vor.[6]
- Muscari filiforme Ravenna: Sie kommt nur in Israel vor.[6]
- Muscari gussonei (Parl.) Tod. (Syn.: Leopoldia gussonei Parl.; Muscari cupanianum Taranto & Gerbino ex Guss., Muscari aestivale Baker): Sie kommt nur in Süditalien und Sizilien vor.[6]
- Muscari heldreichii Boiss.: Sie kommt im südlichen Griechenland vor.[6]
- Muscari hermonense Ravenna: Sie kommt nur vom Libanon bis ins südwestliche Syrien vor.[6]
- Muscari hierosolymitanum Ravenna: Sie kommt nur in Israel vor.[6]
- Muscari kerkis Karlén: Sie kommt nur auf Samos vor.[6]
- Muscari kurdicum Maroofi: Sie kommt im nordwestlichen Iran vor.[6]
- Breitblättrige Traubenhyazinthe (Muscari latifolium Kirk), Heimat: die westliche und südliche Türkei.[6]
- Muscari lazulinum Ravenna: Sie kommt nur in Israel vor.[6]
- Muscari longistylum (Täckh. & Boulos) Hosni: Sie kommt nur in Palästina (Gaza) vor.[6]
- Muscari longipes Boiss. (Syn.: Muscari aaronsohnii Oppenh. & Beauverd, Muscari albicaule Post, Muscari atropatanum Grossh., Muscari bushiricum var. pumilum Parsa, Muscari deserticola Rech.f., Muscari dinsmorei Rech.f., Leopoldia longipes (Boiss.) Losinsk.): Sie kommt von der Türkei bis zur Sinaihalbinsel und dem Iran vor.[6]
- Muscari macbeathianum Kit Tan: Die Heimat ist das Gebiet um Adana in der Türkei.[6]
- Großfrüchtige Traubenhyazinthe (Muscari macrocarpum Sweet; Syn.: Muscari creticum (Baker) N.E.Br., Muscari moschatum var. flavum Ker Gawl.); Heimat: südliche Ägäis, südwestliche Türkei.[6]
- Muscari massayanum C.Grunert: Die Heimat ist die südliche und östliche Türkei.[6]
- Muscari matritense Ruíz Rejón, Pascual, C.Ruíz Rejón, Valdés & J.L.Oliv. (Syn.: Leopoldia matritensis (Ruíz Rejón, Pascual, C.Ruíz Rejón, Valdés & J.L.Oliv.) ined.): Die Heimat ist das zentrale und südliche Spanien.[6]
- Muscari microstomum P.H. Davis & D.C. Stuart: Die Heimat ist die zentrale Türkei.[6]
- Muscari mirum Speta: Die Heimat ist die südwestliche Türkei.[6]
- Weinbergs-Traubenhyazinthe oder Übersehene Traubenhyazinthe (Muscari neglectum Guss. ex Ten.; Syn. Muscari racemosum (L.) Mill. non Mill. nomen ambiguum;[6] Muscari grandifolium Baker; Muscari leucostomum Woronow ex Czerniak., Muscari bootanensis Griff., Muscari elwesii Baker, Muscari letourneuxii Boiss., Muscari nivale Stapf, Muscari macranthum Freyn, Muscari flaccidum O.Schwarz, Hyacinthus racemosus L., Botryanthus odorus Kunth, Botryanthus mordoanus (Heldr.) Nyman): Die Heimat ist Europa und Vorderasien bis Zentralasien und Nordafrika; sie ist in Nordamerika eingebürgert.
- Muscari olivetorum Blanca, Ruíz Rejón & Suár.-Sant.: Sie kommt im südlichen Spanien vor.[6]
- Muscari parviflorum Desf.: Die Heimat ist das Mittelmeergebiet von Spanien und Algerien bis zur Türkei.[6]
- Muscari pulchellum Heldr. & Sart.: Sie kommt vom südöstlichen Griechenland bis zu den Inseln der Ägäis vor.[6] Mit zwei Unterarten:
  - Muscari pulchellum subsp. clepsydroides Karlén: Sie kommt auf den Kykladen vor.[6]
  - Muscari pulchellum subsp. pulchellum: Sie kommt im südöstlichen Griechenland vor.[6]
- Moschus-Traubenhyazinthe (Muscari racemosum Mill. non (L.) Mill.[6] nomen ambiguum; Syn.: Muscari muscarimi Medik., Muscari ambrosiacum Moench, Muscari moschatum Willd., Hyacinthus muscari L.): Die Heimat ist die südwestliche Türkei.[6]
- Muscari sabihapinari Eroğlu, Pinar & Fidan: kommt im südlichen Anatolien vor.[9]
- Muscari salah-eidii (Täckh. & Boulos) Hosni: Die Heimat ist Rafah auf der Sinaihalbinsel.[6]
- Muscari sandrasicum Karlén:[10] Die Heimat ist die südwestliche Türkei.[6]
- Muscari serpentinicum Yildirim, Altioglu & Pirhan: Die 2015 erstbeschriebene Art kommt in der Türkei vor.[6]
- Muscari sivrihisardaghlarense Yıld. & B. Selvi:[11] Die Heimat ist die Türkei.[6]
- Muscari spreitzenhoferi (Heldr. ex Osterm.) H.R.Wehrh. (Syn.: Muscari amoenocomum Rech.f., Muscari creticum Vierh., Leopoldia spreitzenhoferi Heldr. ex Osterm.): Die Heimat ist Kreta.[6]
- Muscari stenanthum Freyn: Die Heimat ist das nordwestliche Libyen.[6]
- Muscari tavoricum Ravenna: Die Heimat ist Israel.[6]
- Schmalblütige Traubenhyazinthe (Muscari tenuiflorum Tausch; Syn.: Muscari alpinum J.Gay ex Baker, Leopoldia tenuiflora (Tausch) Heldr.): Die Heimat ist Europa und Vorderasien.
- Muscari turcicum Uysal, Ertugrul & Dural: Die Heimat ist die Türkei.[12][6]
- Muscari tuzgoluense Yıld.: Die Heimat ist die Türkei.[6]
- Muscari ufukii E.Kaya & Demirci: Die Heimat ist die Türkei.[6]
- Muscari vuralii Bağci & Doğu:[13] Die Heimat ist die Türkei.
- Muscari weissii Freyn, (Syn.: Leopoldia theraea Heldr., Leopoldia weissii Freyn): Die Heimat ist Griechenland und die Türkei.[6][8]

Nicht mehr zu dieser Gattung wird gerechnet:
- Himmelblaue Traubenhyazinthe (Muscari azureum Fenzl) => Pseudomuscari azureum (Fenzl) Garbari & Greuter
- Muscari coeleste Fomin => Pseudomuscari coeleste (Fomin) Garbari
- Muscari forniculatum Fomin => Pseudomuscari forniculatum (Fomin) Garbari
- Muscari inconstrictum Rech.f. => Pseudomuscari inconstrictum (Rech.f.) Garbari
- Muscari pallens (M.Bieb.) Fisch. => Pseudomuscari pallens (M.Bieb.) Garbari
- Muscari pseudomuscari (Boiss. & Buhse) Wendelbo => Pseudomuscari chalusicum (D.C.Stuart) Garbari
- Muscari sirnakense Yild. => Bellevalia sirnakensis (Yild.) Yild.

## Verwendung
Aus einigen Muscari-Arten wurden Sorten als Zierpflanzen herausgezüchtet:

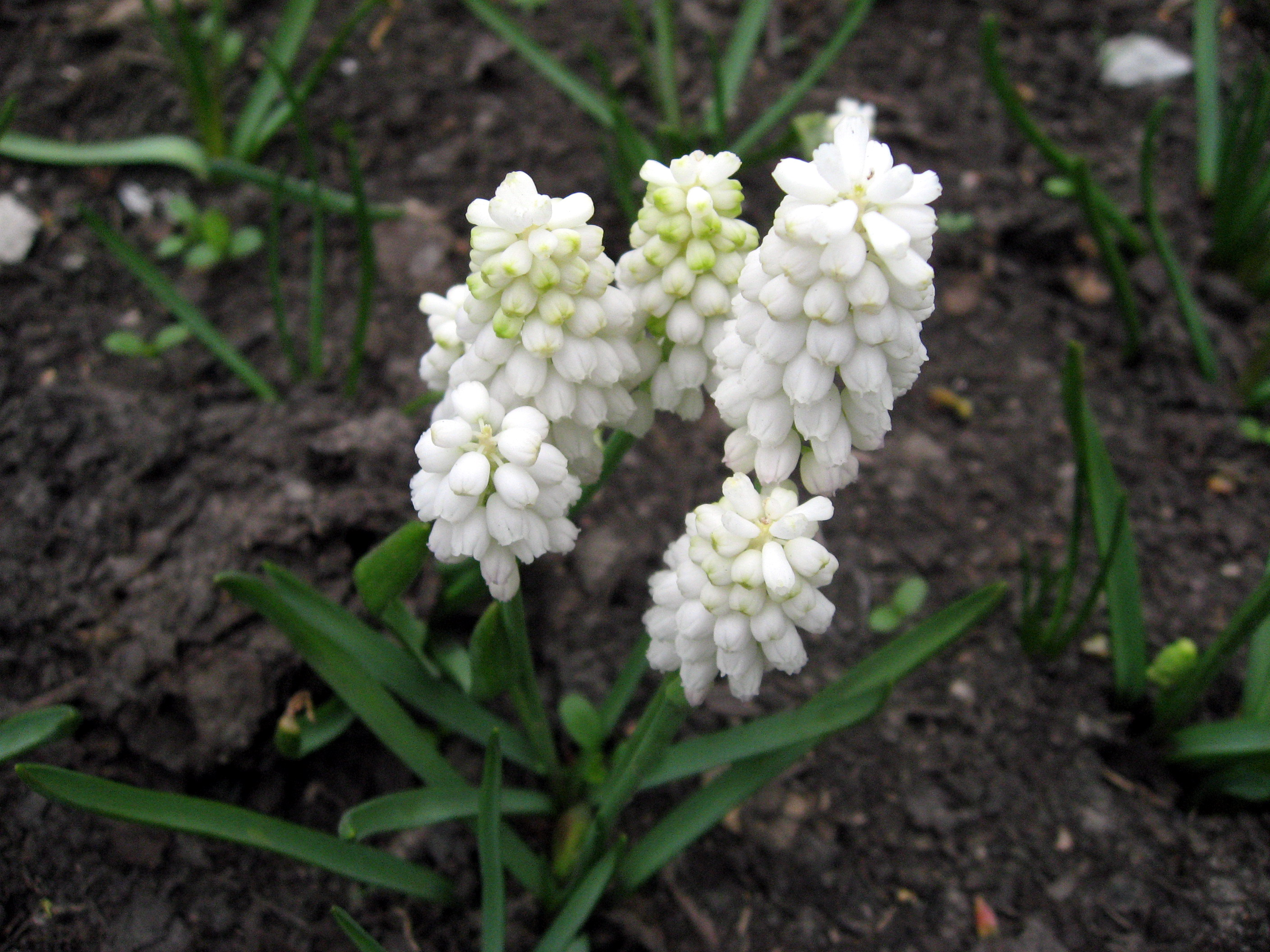
Sorte mit weißen Blüten

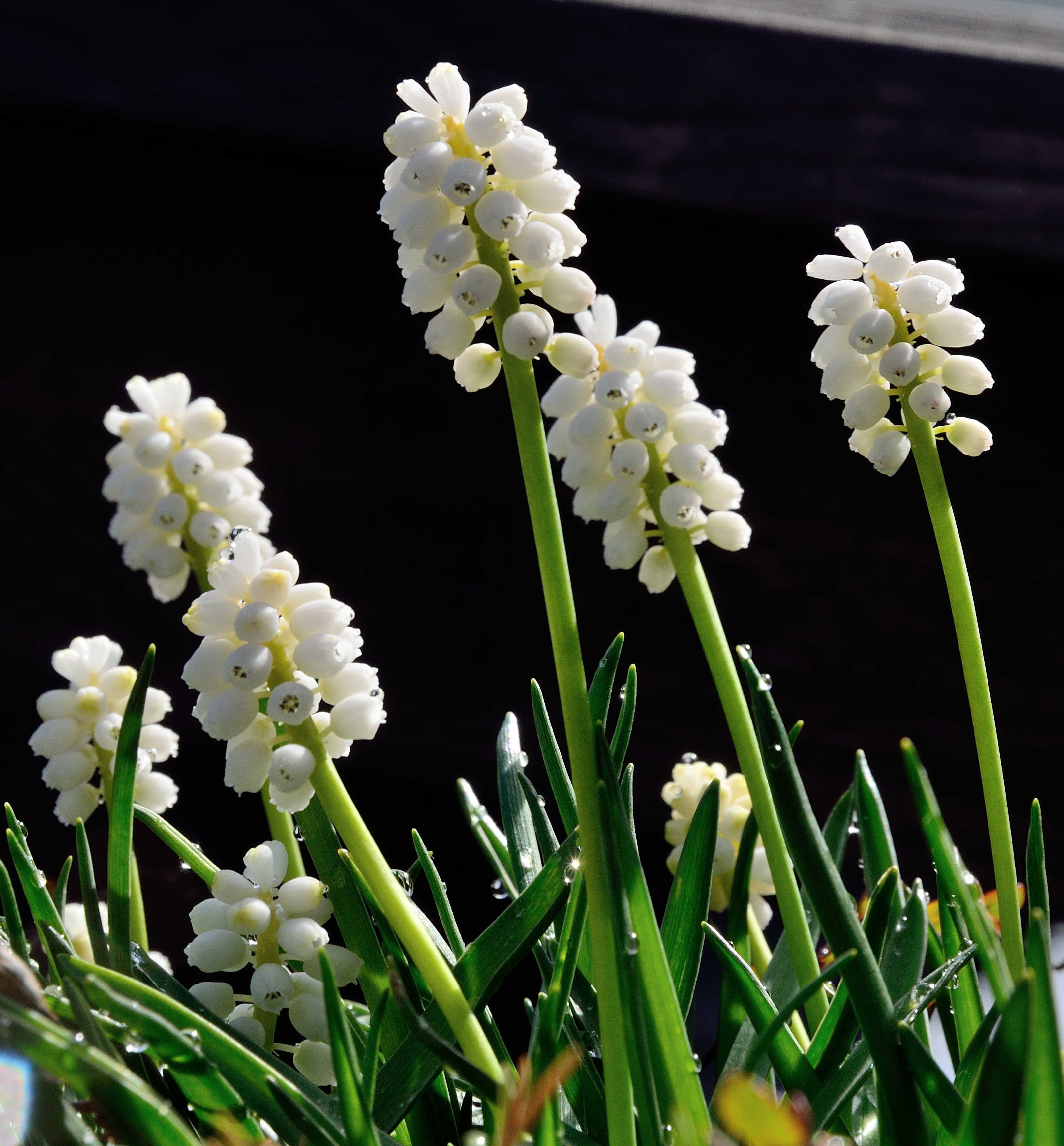
Muscari botryoides, weiß

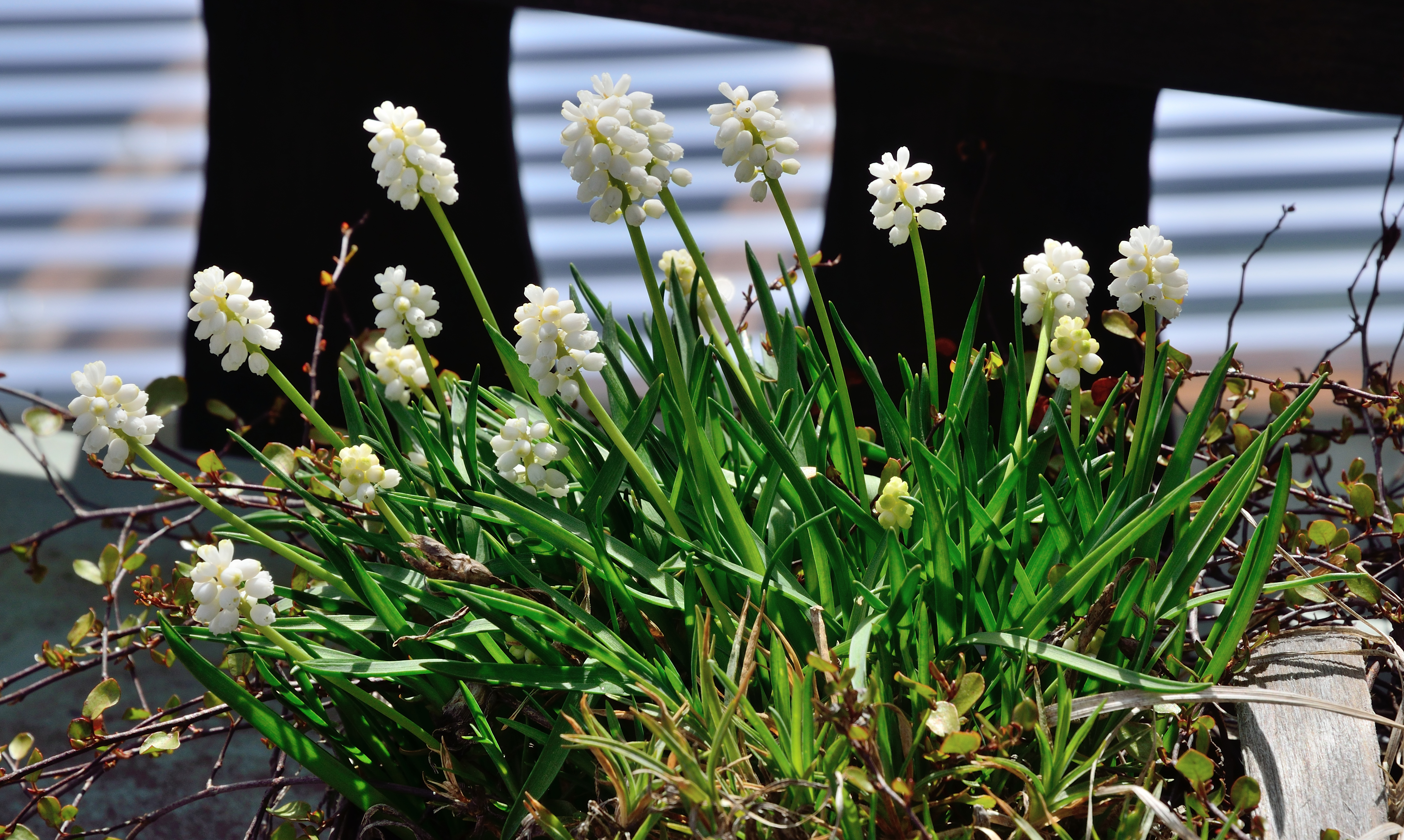
Muscari botryoides, weiß

- Muscari armeniacum:
  - 'Argei Album'
  - 'Atlantic'
  - 'Blue Spike'
  - 'Cantab'
  - 'Christmas Pearl'
  - 'Côte d'Azur'
  - 'Denim'
  - 'Fant. Creation'
  - 'Peppermint'
  - 'Saffier'
  - 'Rimshot'

- Muscari azureum:
  - 'Album'
  - 'Amphibolis'
  - 'Purple Form'

- Muscari botryoides:
  - 'Album'
  - 'Carneum'
  - 'Superstar'

- Muscari comosum:
  - 'Pinard'
  - 'Plumosum'
  - 'Dark Eyes'

- Muscari macrocarpum:
  - 'Golden Fragrance'

- Muscari neglectum:
  - 'Valerie Finnis'
  - 'Sky Blue'
  - 'White Beauty'

## Gartenflüchtige Traubenhyazinthen
Die Kleine Traubenhyazinthe und die Schopfige Traubenhyazinthe wachsen in warmen Gebieten Mitteleuropas stellenweise in Obst- und Weingärten. Wegen ihres seltenen Vorkommens sind sie auf der Roten Liste als gefährdet eingestuft. Es handelt sich bei ihnen allerdings um Pflanzen, die durch den Menschen ausgebreitet wurden (sogenannte Ethelochorie). Gartenhistorisch fällt ihre Einführung in die sogenannte orientalische Phase der Zierpflanzen, als zwischen 1560 und 1620 eine Vielzahl von Hyazinthen, Tulpen und Narzissen vor allem aus der Türkei nach Mitteleuropa eingeführt wurden. Die Kleine Traubenhyazinthe und die Schopfige Traubenhyazinthe zählen daher zu den sogenannten eingebürgerten Gartenflüchtlingen.

## Philatelistisches
Mit dem Erstausgabetag 1. März 2019 gab die Deutsche Post AG in der Dauerbriefmarkenserie Blumen ein Postwertzeichen im Nennwert von 120 Eurocent mit dem Motiv einer Traubenhyazinthe heraus. Der Entwurf stammt von den Grafikern Stefan Klein und Olaf Neumann aus Iserlohn. 